# Гийом дьо Сонак
Гийом дьо Сонак е седемнадесетия Велик магистър на Ордена на Тамплиерите. Той е на този пост от 1247 до 1250 г.
Произход: Франция.

## Биография
Роден е в благородническо семейство във Франция, рождената му дата е неизвестна. През 1247 се присъединява към Ордена на Тамплиерите в Светите Земи и става Велик Магистър в рамките на същата година, като преди това е бил командор на Аквитания и Поату. Дьо Сонак съпровожда крал Луи IX в Седмия кръстоносен поход при обсадите на Дамиета и Ал Мансура.
Гийом дьо Сонак загива при нападение на сарацините след битката при Мансура.